# کارن بوغوسیان
کارن سورنی بوغوسیان (ارمنی: Կարեն Սուրենի Պողոսյան؛ زادهٔ ۲۱ نوامبر ۱۹۳۲ - درگذشته ۲۶ مارس ۲۰۱۶) یک فیزیولوژیست و استاد اهل ارمنستان بود.

## زندگی‌نامه
در ۲۱ نوامبر ۱۹۳۲ در ایروان به دنیا آمد سورن بوغوسیان پدر وی بود. وی از دانشگاه دولتی مسکو فارغ‌التحصیل شد. وی عضو فرهنگستان ملی علوم ارمنستان بود. وی در مرکز علمی انگورکاری و شراب‌سازی وزارت کشاورزی جمهوری ارمنستان فعالیت می‌کرد. وی عضو حزب کمونیست اتحاد شوروی بود.  وی در ۲۶ مارس ۲۰۱۶ در سن ۸۳ سالگی درگذشت.

## یادداشت
1. ↑  կենսաբանական գիտությունների դոկտոր